# Harth-Pöllnitz
Harth-Pöllnitz é um município da Alemanha localizado no distrito de Greiz, estado da Turíngia.